# Пелавское
Пелавское — пруд (иногда называемый озером карьерного типа), расположенный около посёлка имени Александра Космодемьянского в Центральном районе Калининграда. В озеро не впадает и не вытекает ни одного ручья. Искусственных стоков в озеро нет. Это озеро имеет 330 метров в длину и 150 метров в ширину, площадь поверхности — около 5 га. Средняя глубина — 5,6 м. Пелавское — популярное место отдыха, разрешено купание.
Пруд образовался между 1945 и 1955 годами из карьера, в котором добывался материал для дорожного строительства. Название предположительно происходит от проходящей рядом дороги на Пиллау.